# Bleiche (Radau)
Die Bleiche ist ein im Harz entspringender Gebirgsbach, der im Harzburger Ortsteil Bündheim in die Radau mündet.

## Geografie

### Verlauf
Die Bleiche entspringt südwestlich von Harzburg am Bleicheborn, einer etwa 578 m ü. NHN gelegenen Quelle nördlich des Breitenbergs. Sie fließt überwiegend in nordnordöstliche Richtung durch fichtenbestandene, eingeschnittene Täler auf Bündheim zu. Von links nimmt sie auf 546 Metern Höhe die Strüllecke auf. Am Ortsrand nimmt die Bleiche von links und rechts einige Bäche auf, ihr Tal ist Standort zweier Wassergewinnungsanlagen. Unter die Waldstraße wird sie in einem Betonkanal geführt, durchquert die Siedlungsstruktur und nimmt den von links aus dem Borntal kommenden Bach auf. Dieser entspringt südlich des Elfensteins und mündet bei der Straße Im Bleichetal unweit des Elfengrunds in die Bleiche. Ein weiterer Bach von rechts führt durch die Bleichewiesen, der ebenfalls aus dem Tal der Bleiche stammt.
Auf dem Gebiet des Harzburger Golfplatzes wird der Bach in geradlinigen Gräben geführt und verliert seine naturbelassene Struktur. Im weiteren Verlauf schlängelt sich die Bleiche durch Bündheim entlang der Silberbornstraße bis zur Kirche und zum Schlosspark. Diesen passiert sie östlich, wird auf Höhe der Kantor-Schünemann-Straße von der Landesstraße Richtung Goslar, der Dr.-Heinrich-Jasper-Straße, überquert und mündet bei der Bleichestraße in die Radau.